# Changling, Heilongjiang
Changling (kinesiska: 长岭) är ett stadsdelsdistrikt i Kina. Den ligger i provinsen Heilongjiang, i den nordöstra delen av landet, 1 100 km nordost om huvudstaden Peking. Changling ligger 129 meter över havet och antalet invånare är 25 365. Befolkningen består av 12 811 kvinnor och 12 554 män. Barn under 15 år utgör 13,0 %, vuxna 15-64 år 79 %, och äldre över 65 år 6,0 %.
Terrängen runt Changling är mycket platt. Runt Changling är det mycket tätbefolkat, med 2 431 invånare per kvadratkilometer. Närmaste större samhälle är Hulan, 7,7 km söder om Changling. Runt Changling är det i huvudsak tätbebyggt.